# Pyrestes longicollis
Pyrestes longicollis là một loài bọ cánh cứng trong họ Cerambycidae.